# Riccardo Fortini
Riccardo Fortini (Ponte a Signa, 3 aprile 1957 – 31 agosto 2009) è stato un altista italiano.

## Biografia
Allenato da Renzo Avogaro, nel 1976, all'età di 19 anni, ottenne il minimo per la partecipazione ai Giochi olimpici di Montreal che si sarebbero tenuti quello stesso anno. Prima dell'evento, il 18 maggio prese parte all'annuale meeting di Firenze, piazzandosi in terza posizione a pari merito con lo statunitense Ron Livers. Poco meno di un mese dopo, durante una gara a Livorno, scalzò il primato italiano del salto in alto a Enzo Dal Forno, superando l'asticella posta a 2,23 m di altezza. Ai Giochi canadesi non ottenne misure eccezionali e si fermò ai gruppi di qualificazione in diciottesima posizione, senza riuscire ad approdare in finale.
Passati due anni dall'esperienza olimpica, Fortini si ritirò dall'atletica leggera per via di gravi motivi di salute.
È scomparso nel 2009 all'età di 52 anni per i postumi di una meningite.

## Record nazionali
Juniores e seniores
- Salto in alto: 2,23 m ( Livorno, 13 giugno 1976)

## Palmarès
| Anno | Manifestazione  | Sede     | Evento        | Risultato     | Prestazione | Note |
| ---- | --------------- | -------- | ------------- | ------------- | ----------- | ---- |
| 1976 | Giochi olimpici | Montréal | Salto in alto | elim. qualif. | 2,05 m      |      |

## Altre competizioni internazionali
1976
- Bronzo al meeting internazionale di Firenze, salto in alto - 2,16 m